# Wiener Kammerorchester
Das Wiener Kammerorchester (eigene Schreibweise: KammerOrchester) wurde im Jahre 1946 von Franz Litschauer gegründet. Es hat sich seither ein hervorragendes internationales Ansehen erworben.

## Geschichte
Sehr wichtig für die musikalische Geschichte des Orchesters war die Zusammenarbeit mit dem Chefdirigenten Carlo Zecchi und den Gastdirigenten Yehudi Menuhin und Sándor Végh, welchen das Orchester lang anhaltende Impulse verdankt. Die letzten Chefdirigenten waren Philippe Entremont (Ehrendirigent auf Lebenszeit), Ernst Kovacic und Christoph Eberle. Im Jahre 2003 wurde die Position des Associate Conductor geschaffen und Joji Hattori mit dieser wichtigen Aufgabe betraut.
Von 2005 bis 2008 war Heinrich Schiff Chefdirigent des Wiener Kammerorchesters. Er musste seine Position aus gesundheitlichen Gründen aufgeben. Im Jahr 2008 wurde Stefan Vladar zum neuen Chefdirigenten ernannt. Er leitete das Ensemble bis 2018. Seitdem ist Joji Hattori „Erster Gastdirigent“. Einen besonderen Wert hat die Zusammenarbeit mit den Dirigenten Heinz Holliger, Sir Neville Marriner, Ádám Fischer und Rudolf Barshai.
Das Wiener Kammerorchester gibt eine Vielzahl von Konzerten im Wiener Konzerthaus. Neben seinen Zyklen „Matineen“ und „Internationale Preisträger“ ist das Orchester Gast in der Reihe „Symphonie Classique“ im Großen Saal des Wiener Konzerthauses. Ebenso wird es für wichtige Projekte wie etwa „Oper Konzertant“, „Film & Musik live“, Oratorien etc. im selben Haus eingeladen. Das Wiener Kammerorchester ist auch ständiger Gast beim KlangBogen Wien. In diesem Rahmen gab es bereits mehrere Male eine Zusammenarbeit mit dem Hamburg Ballett und dem Arnold Schönberg Chor. Darüber hinaus ist es weltweit ein gerne gesehener Gast bei wichtigen Veranstaltern und Konzerthäusern.
Sein hohes internationales Ansehen dokumentiert sich durch regelmäßige Tourneen, die unter anderem nach Japan, China, Taiwan, Korea, USA, Südamerika und in alle Länder Europas führten.

## Struktur
- Erster Gastdirigent: Joji Hattori
- Geschäftsführer: Christian Buchmann